# Codonanthopsis ulei
Codonanthopsis ulei är en tvåhjärtbladig växtart som beskrevs av Rudolf Mansfeld. Codonanthopsis ulei ingår i släktet Codonanthopsis och familjen Gesneriaceae. Inga underarter finns listade i Catalogue of Life.